# 7115 Franciscuszeno
7115 Franciscuszeno este un asteroid din centura principală de asteroizi.

## Descriere
7115 Franciscuszeno este un asteroid din centura principală de asteroizi. A fost descoperit pe 29 noiembrie 1986 la Observatorul Kleť de Antonín Mrkos. Asteroidul prezintă o orbită caracterizată de o semiaxă mare de 3,16 ua, o excentricitate de 0,15 și o înclinație de 4,3° în raport cu ecliptica.